# أودو ليندنبيرغ
أودو ليندنبيرغ (بالألمانية: Udo Lindenberg) هو مغني روك وعازف طبل وملحن ألماني ولد في يوم 17 مايو 1946 في بلدة غروناو في ألمانيا. بدأ الغناء في سنة 1971 وأنتج منذ ذلك الحين 47 ألبوم.